# Manuela Schwesig
Manuela Schwesig (født 23. maj 1974 i Frankfurt (Oder)) er en tysk politiker (SPD) og Ministerpræsident i Mecklenburg-Vorpommern.

## Politisk karriere
Fra 2002 til 2008 arbejdede hun på finansministeriet i Schwerin.
Hun blev medlem af SPD i 2003, og blev i 2005 været medlem af ledelsen af partiet i Mecklenburg-Vorpommern; siden 2013 næstformand. Hun blev valgt som formand for partiet i hele delstaten i 2017.
I 2008 blev hun social- og sundhedsminister i Mecklenburg-Vorpommern.
Siden 13. november 2009 har hun været en af vicepræsidentens præsidenter for SPD.
17. december 2013 blev hun udnævnt til Tysklands minister for familie, ældre, kvinder og ungdom i regeringen Angela Merkel III.
2017 blev premierminister i Mecklenburg-Vorpommern.
I september 2019 blev det annonceret, at Schwesig var blevet diagnosticeret med brystkræft. Af denne grund trak hun sig fra alle føderale kontorer den 10. september 2019, men beholdt stillingerne som premierminister og partileder i Mecklenburg-Vorpommern..

## Weblinks
- Wikimedia Commons har flere filer relateret til Manuela Schwesig
- hjemmeside
- Lebenslauf
- Katharina Schuler: Plötzlich Ministerpräsidentin – In: Zeit online, 30. Mai 2017.